# 松尼诺
松尼诺（義大利語：Sonnino），是意大利拉蒂纳省的一个市镇。总面积63.79平方公里，人口7258人，人口密度113.8人/平方公里（2009年）。ISTAT代码为059029。